# Dendronephthya disciformis
Dendronephthya disciformis är en korallart som beskrevs av Kükenthal 1905. Dendronephthya disciformis ingår i släktet Dendronephthya och familjen Nephtheidae. Inga underarter finns listade i Catalogue of Life.